# Submarino U-665
El submarino alemán U-665 fue un submarino tipo VIIC construido para la Kriegsmarine durante la Alemania nazi para el servicio en la Segunda Guerra Mundial. Fue colocado el 10 de junio de 1941 por la Deutsche Werft, Hamburgo, dentro del astillero número 814, botado el 9 de junio de 1942 y comisionado el 22 de julio de 1942 bajo el mando del Leutnant zur See Hans-Jürgen Haupt.

## Diseño
Los submarinos alemanes Tipo VIIC fueron precedidos por los submarinos más cortos Tipo VIIB . El U-665 tenía un desplazamiento de 769 toneladas (756,9 LT) cuando estaba en la superficie y 871 toneladas (857,2 LT) mientras estaba sumergido. Tenía una longitud total de 67,1 m (220' 1,70"), una eslora de casco presurizado de 50,5 m (165' 81/5"), una viga de 6,2 m (20' 4,10"), una altura de 9,6 m (31' 6"), y un calado de 4,74 m (15' 63/5") . El submarino estaba propulsado por dos motores diesel sobrealimentados Germaniawerft F46 de cuatro tiempos y seis cilindros . produciendo un total de 2800 a 3200 caballos de fuerza métricos (2060 a 2350 kW; 2760 a 3160 shp) para uso en superficie, dos motores eléctricos de doble efecto Siemens-Schuckert GU 343/38–8 que producen un total de 750 caballos de fuerza métricos (550 kW ; 740 shp) para usar mientras está sumergido. Tenía dos ejes y dos hélices de 1,23 m (4 pies ) . El barco era capaz de operar a profundidades de hasta 230 metros (750 pies).
El submarino tenía una velocidad máxima en superficie de 17,7 nudos (32,8 km/h; 20,4 mph) y una velocidad máxima sumergida de 7,6 nudos (14,1 km/h; 8,7 mph).  Cuando estaba sumergido, la nave podía operar durante 80 millas náuticas (150 km; 92 mi) a 4 nudos (7,4 km/h; 4,6 mph); cuando salió a la superficie, podría viajar 8.500 millas náuticas (15.700 km; 9.800 mi) a 10 nudos (19 km / h; 12 mph). El U-665 estaba equipado con cinco tubos de torpedos de 53,3 cm (21 pulgadas) (cuatro instalados en la proa y uno en la popa), catorce torpedos , un cañón naval SK C / 35 de 8,8 cm (3,46 pulgadas) , 220 rondas y dos cañones antiaéreos gemelos C/30 de 2 cm (0,79 pulgadas) . El barco tenía una tripulación de entre cuarenta y cuatro y sesenta marineros.

## Historial de servicio
La carrera del barco comenzó con su entrenamiento en la 5.ª Flotilla de submarinos el 22 de julio de 1942, seguido del servicio activo el 1 de febrero de 1943 como parte de la 1.ª Flotilla donde duraría por el resto de su breve servicio. En su única patrulla hundió un buque mercante, con un total de 7,134 toneladas de registro bruto (TRB) .

### Manadas de lobos
El U-665 participó en tres manadas de lobos, a saber:
- Neuland (4 - 6 de marzo de 1943)
- Ostmark (6 - 11 de marzo de 1943)
- Stürmer (11 - 20 de marzo de 1943)

### Desaparición
El U-665 está desaparecido desde el 22 de marzo de 1943 en el Golfo de Vizcaya, al oeste de La Pallice . 

### Posibles paraderos
Se cree que el U-665 fue hundido el 22 de marzo de 1943 en el golfo de Vizcaya al oeste de Nantes en 46°47′N 09°58′O / 46.783, -9.967, por cargas de profundidad de aeronaves Vickers Wellington del Escuadrón N° 172 de la RAF (distintivo de llamada G). Este ataque fue en realidad contra el U-448, sin causarle a este último daños.
También se pensaba que el U-665 se había hundido el 22 de marzo de 1943 en el Atlántico Norte en 48°04′N 10°26′O / 48.067, -10.433, por cargas de profundidad de un Armstrong Whitworth Whitley VII de la Unidad de Entrenamiento Operacional No. 10 RAF (10 OTU) (distintivo de llamada Q ).

## Resumen de la historia de las incursiones
| Fecha               | Nombre del barco | Nacionalidad | Tonelaje ( TRB ) | Destino |
| ------------------- | ---------------- | ------------ | ---------------- | ------- |
| 17 de marzo de 1943 | Fort Cedar Lake  | Reino Unido  | 7,134            | Hundido |